# Championnat de Bolivie de football 1982
Navigation
Saison précédente Saison suivante
La saison 1982 du Championnat de Bolivie de football est la huitième édition du championnat de première division en Bolivie. Le championnat se dispute en trois phases :
- les quatorze équipes jouent les unes contre les autres deux fois, à domicile et à l'extérieur, au sein d'une poule unique. Les huit premiers se qualifient pour la deuxième phase.
- lors de la deuxième phase, les huit clubs sont répartis en deux groupes, où chaque équipe joue à nouveau deux fois contre leurs adversaires. Les deux premiers de chaque groupe obtiennent leur billet pour la troisième phase.
- la phase finale est jouée sous forme de coupe, avec demi-finales et finales jouées en matchs aller et retour.

C'est le club de Bolivar La Paz qui remporte la compétition après avoir battu en finale nationale le double tenant du titre, Jorge Wilstermann Cochabamba. C'est le deuxième titre de champion de l'histoire du club, après celui remporté en 1978. 

## Qualifications continentales
Les champions se qualifient pour la phase de groupes de la Copa Libertadores 1983, tout comme le club classé en tête à l'issue de la première phase.

## Les clubs participants
| - Jorge Wilstermann Cochabamba - Deportivo Municipal La Paz - Aurora Cochabamba - San José Oruro - Oriente Petrolero - Bolivar La Paz - Real Santa Cruz | - Independiente Unificada Potosi - Club Chaco Petrolero - Promu de Primera B - Club Deportivo Guabirá - Club Blooming - The Strongest La Paz - Petrolero Cochabamba - Club Independiente Petrolero |

## Compétition

### Classement
Le barème utilisé pour établir le classement est le suivant :
- Victoire : 2 points
- Match nul : 1 point
- Défaite : 0 point

| Rang | Équipe                         | Pts | J  | G  | N  | P  | Bp | Bc | Diff |
| ---- | ------------------------------ | --- | -- | -- | -- | -- | -- | -- | ---- |
| 1    | Bolivar La Paz                 | 41  | 26 | 19 | 3  | 4  | 58 | 26 | +32  |
| 2    | Club Blooming                  | 36  | 26 | 15 | 6  | 5  | 51 | 18 | +33  |
| 3    | The Strongest La Paz           | 35  | 26 | 14 | 7  | 5  | 63 | 31 | +32  |
| 4    | Oriente Petrolero              | 30  | 26 | 10 | 10 | 6  | 49 | 35 | +14  |
| 5    | Club Deportivo Guabirá         | 29  | 26 | 11 | 7  | 8  | 36 | 34 | +2   |
| 6    | Jorge Wilstermann CochabambaT  | 28  | 26 | 8  | 12 | 6  | 35 | 31 | +4   |
| 7    | Petrolero Cochabamba           | 26  | 26 | 11 | 4  | 11 | 48 | 37 | +11  |
| 8    | San José Oruro                 | 25  | 26 | 9  | 7  | 10 | 47 | 43 | +4   |
| 9    | Real Santa Cruz                | 23  | 26 | 8  | 7  | 11 | 29 | 49 | -20  |
| 10   | Deportivo Municipal La Paz     | 21  | 26 | 7  | 7  | 12 | 34 | 45 | -11  |
| 11   | Aurora Cochabamba              | 20  | 26 | 7  | 6  | 13 | 37 | 47 | -10  |
| 12   | Club Chaco Petrolero P         | 18  | 26 | 7  | 4  | 15 | 36 | 46 | -10  |
| 13   | Club Independiente Petrolero   | 17  | 26 | 3  | 11 | 12 | 27 | 56 | -29  |
| 14   | Independiente Unificada Potosi | 15  | 26 | 6  | 3  | 17 | 26 | 78 | -52  |

|  | Qualification pour la Copa Libertadores 1983 et la deuxième phase |
|  | Qualification pour la deuxième phase                              |
|  | Relégation directe en deuxième division                           |
|  | T: Tenant du titre P: Promu de Primera B                          |

### Deuxième phase
| Rang | Équipe                       | Pts | J | G | N | P | Bp | Bc | Diff |
| ---- | ---------------------------- | --- | - | - | - | - | -- | -- | ---- |
| 1    | Jorge Wilstermann Cochabamba | 9   | 6 | 4 | 1 | 1 | 12 | 9  | +3   |
| 2    | Bolivar La Paz               | 7   | 6 | 3 | 1 | 2 | 12 | 8  | +4   |
| 3    | The Strongest La Paz         | 4   | 6 | 1 | 2 | 3 | 9  | 13 | -4   |
| 4    | Petrolero Cochabamba         | 4   | 6 | 1 | 2 | 3 | 8  | 11 | -3   |

| Rang | Équipe                 | Pts | J | G | N | P | Bp | Bc | Diff |
| ---- | ---------------------- | --- | - | - | - | - | -- | -- | ---- |
| 1    | Oriente Petrolero      | 7   | 6 | 3 | 1 | 2 | 13 | 9  | +4   |
| 2    | Club Blooming          | 7   | 6 | 2 | 3 | 1 | 9  | 6  | +3   |
| 3    | Club Deportivo Guabirá | 6   | 6 | 2 | 2 | 2 | 10 | 9  | +1   |
| 4    | San José Oruro         | 4   | 6 | 2 | 0 | 4 | 8  | 16 | -8   |

### Phase finale
Demi-finales :
| Équipe 1                     | Résultat | Équipe 2          | Aller | Retour | Appui |
| ---------------------------- | -------- | ----------------- | ----- | ------ | ----- |
| Jorge Wilstermann Cochabamba | 2 - 0    | Club Blooming     | 2 - 0 | 0 - 0  |       |
| Bolivar La Paz               | 5 - 4    | Oriente Petrolero | 2 - 1 | 1 - 2  | 2 - 1 |

Finale :
| Équipe 1       | Résultat | Équipe 2                     | Aller | Retour | Appui |
| -------------- | -------- | ---------------------------- | ----- | ------ | ----- |
| Bolivar La Paz | 3 - 2    | Jorge Wilstermann Cochabamba | 2 - 1 | 1 - 1  |       |

## Bilan de la saison
| Championnat de Bolivie de football 1982 |                                |
| Champion                                | Bolivar La Paz (2e titre)      |
| Qualifications continentales            |                                |
| Copa Libertadores 1983                  | Bolivar La Paz                 |
| Copa Libertadores 1983                  | Club Blooming                  |
| Promotions et relégations               |                                |
| Promus en Primera A                     | Primero de Mayo Potosi         |
| Relégués en Primera B                   | Independiente Unificada Potosi |